# Spilogona brunneifrons
Spilogona brunneifrons är en tvåvingeart som beskrevs av Ringdahl 1931. Spilogona brunneifrons ingår i släktet Spilogona och familjen husflugor. Arten är reproducerande i Sverige. Inga underarter finns listade i Catalogue of Life.